# 阿莎-罗丝·米吉罗
阿莎-罗丝·姆滕盖蒂·米吉罗（1956年7月9日—），坦桑尼亚政治人物，第3任聯合國常務副秘書長。
阿莎-罗丝·姆滕盖蒂·米吉罗1956年出生于坦桑尼亚，20世纪八十年代在坦桑尼亚“达累斯萨拉姆大学”取得法学学士和硕士学位；1992年又在德国“康斯坦茨大学”取得法学博士学位。米吉罗女士曾在“达累斯萨拉姆大学”任教20年，于2000年步入政界；曾出任坦桑尼亚社会发展、妇女事务和儿童部长。2006年1月起担任坦桑尼亚外交和国际合作部长。 
2007年1月5日，联合国第八任秘书长潘基文任命阿莎-罗丝·姆滕盖蒂·米吉罗出任联合国常务副秘书长。米吉罗也是首位出任这一要职的黑人女性。
出席安理會第6498次會議，協助通過第1973號決議。